# Majoron
Majoron (oznaka {\displaystyle J\,}) je domnevni tip Goldstonovih bozonov. Delec bi bil brez mase. Nastal naj bi zaradi kršitve simetrije R .
Spada med bozone.
Imenuje se po italijanskem fiziku Ettoru Majoranu (1906 – 1938).